# Кутуковы
Кутуковы — русский боярско-дворянский род.
Восходит к началу XVII века; был внесён в VI часть родословных книг Рязанской и Тамбовской губерний.
В 1594—1678 годах представители рода владели селом Волково (Волковое), Старорязанский стан.
Дворяне Кутуковы упоминаются в том числе в «Керенской десятне 1692 года» (г. Пенза).
В 1781 году в селе Ульяновка Кирсановского района Тамбовской области на средства землевладельцев Кутукова и Дочкиной была построена деревянная церковь Казанской иконы Божией Матери.
Фамилия Кутуков происходит от тюркского слова кётук «пень, чурбан, колода», либо от татарского мужского имени Кутук, означающего «счастье».

## Представители рода и однофамильцы
- Кутуков, Гомзяк — митрополичий приказчик, 1506 г., г. Владимир
- Кутуков, Кузьма — основатель рода, в конце XVI в. — владелец села Волковое на реке Инкаш, Старорязанский стан
- Кутукова, Ирина — жена Кузьмы Кутукова
- Кутуков, Водопьян Кузьмич
- Кутуков, Григорий Кузьмич — владелец села Волковое в 1629—1630
- Сунбулов-Кутуков, Василий Большой (упоминания 1594—1597 гг.)
- Сунбулов-Кутуков, Василий Меньшой (упоминания 1594—1597 гг.)
- Кутуковы, Замятня, Степан и Семен Васильевы (упоминание 1646 года)
- Кутуков Михаил Федоров (упоминание 1678 года), г. Рязань
- Кутуков, Еремей Григорьев (упоминание 1678 года)